# 舍夫琴卡 (亞爾莫林齊區)
49°12′49″N 26°46′58″E / 49.21361°N 26.78278°E
舍夫琴卡（烏克蘭語：Шевченка）是位於烏克蘭西部的村莊，由赫梅利尼茨基州裡赫梅利尼茨基區的亞爾莫林齊市鎮負責管轄。該村面積0.39平方公里，海拔高度334米，2001年人口283，人口密度每平方公里718.3人。